# Герб Можайска
Герб Можайска является официальным символом города Можайск.
Герб был утвержден 20 декабря 1781 года, после реформы местного самоуправления и принятия 7 ноября 1775 года указа Учреждения для управления губерний всероссийской Империи.
Павел Павлович фон Винклер создал книгу «Гербы городов, губерний, областей и уездов Российской империи, внесённых в Полное собрание законов с 1649 по 1900 гг.», в которой можно увидеть изображение герба Можайска и описание — „Въ верхней части щита гербъ Московскій. Въ нижней — въ  бѣлом полѣ каменная стѣна, о шести башняхъ, которыя въ самомъ дѣлѣ и цонынѣ существуютъ».
Герб уездного города Можайска, утверждённый 16 марта 1883 г. (по старому стилю), также описанный в книге Винклера, — «Въ серебряномъ щитѣ, червленая зубчатая каменная стѣна, съ шестью круглыми таковыми же башнями, съ серебряными швами и открытыми воротами. Въ вольной части — гербъ Московскій. Щитъ украшенъ серебряною башенною короною о трехъ зубцахъ и окруженъ двумя золотыми колосьями соединенными Александровскою лентою», стал основой современного изображения герба городского поселения.
18 сентября 1979 года Совет народных депутатов Можайска утвердил новый вариант герба по проекту Игоря Юрьевича Пищулина. Основой герба по-прежнему осталась стена с семью башнями. На гербе появилось название города, а также было удалено изображение московского герба.
16 января 2007 года был принят современный герб Можайска. Каменная корона означает, что город был столицей Можайского княжества. В честь 40-летия Великой Победы над фашизмом город Можайск в 1985 году награждён орденом Отечественной войны I степени — что показано орденской лентой, окружающей щит. Красный цвет каменной стены — это символ мужества, силы, трудолюбия, красоты и праздника. Щит серебряного цвета — это символ чистоты, искренности, совершенства, мира и взаимопонимания.

## Вариации герба

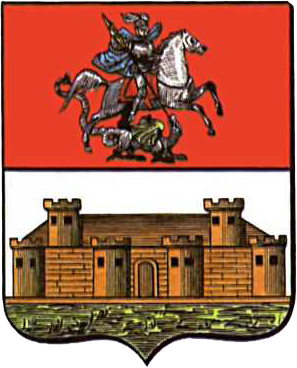
Герб 1781 года
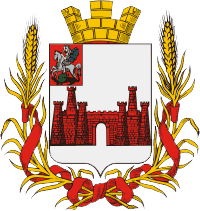
Герб 1883 года
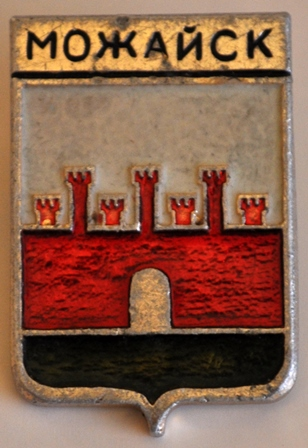
Герб Можайска на значке советского периода